# Anthaxia gebhardti
Anthaxia gebhardti es una especie de escarabajo del género Anthaxia, familia Buprestidae. Fue descrita científicamente por Obenberger en 1924.